# Trimma winterbottomi
Trimma winterbottomi és una espècie de peix de la família dels gòbids i de l'ordre dels perciformes.

## Morfologia
- Els mascles poden assolir 3 cm de longitud total.[3][4]

## Hàbitat
És un peix marí de clima tropical i associat als esculls de corall fins als 5-21 m de fondària.

## Distribució geogràfica
Es troba des de l'Aràbia Saudita fins a l'oest de Tailàndia.